# Kyrylivka (oblast de Zaporijjia)
Kirillovka
Kyrylivka (ukrainien : Кирилівка) ou Kirillovka (russe : Кирилловка) est une commune urbaine du raïon de Melitopol, de l' Oblast de Zaporijjia (de jure)
 Oblast de Zaporojie (de facto), en Ukraine. Elle compte 3 420 habitants en 2021. C'est une station balnéaire de la mer d'Azov fameuse pour ses plages du cordon littoral de Fedotova.

## Histoire
Le village est fondé en 1805 comme colonie paysanne de membres de la secte des doukhobors qui se sont installés dans plusieurs endroits des bords de la mer d'Azov. Il est nommé d'après le nom, Cyrille, du fils du chef de village, Silouane Kapoustine. Les doukhobors sont déportés en 1845 dans le Caucase et l'on fait venir des paysans serfs de la couronne d'autres villages du gouvernement de Tauride pour les remplacer.
Kyrylivka devient à partir des années 1910 une station balnéaire et de bains de boue. La station est occupée par l'armée allemande à l'automne 1941 jusqu'au 27 octobre 1943. Elle se développe fortement dans les années 1960-1980 et l'on y construit des bases touristiques, des hôtels, etc. sur la côte. Elle reçoit le statut de commune urbaine en 1968.
Sa population atteint 1 633 habitants en 1989, et 1 481 habitants en 2001 , puis 3 455 habitants en 2013. L'église orthodoxe est construite en 2008-2010.
L'endroit fait partie de la zone occupée par la Russie depuis le début du mois de mars 2022.

## Photographies

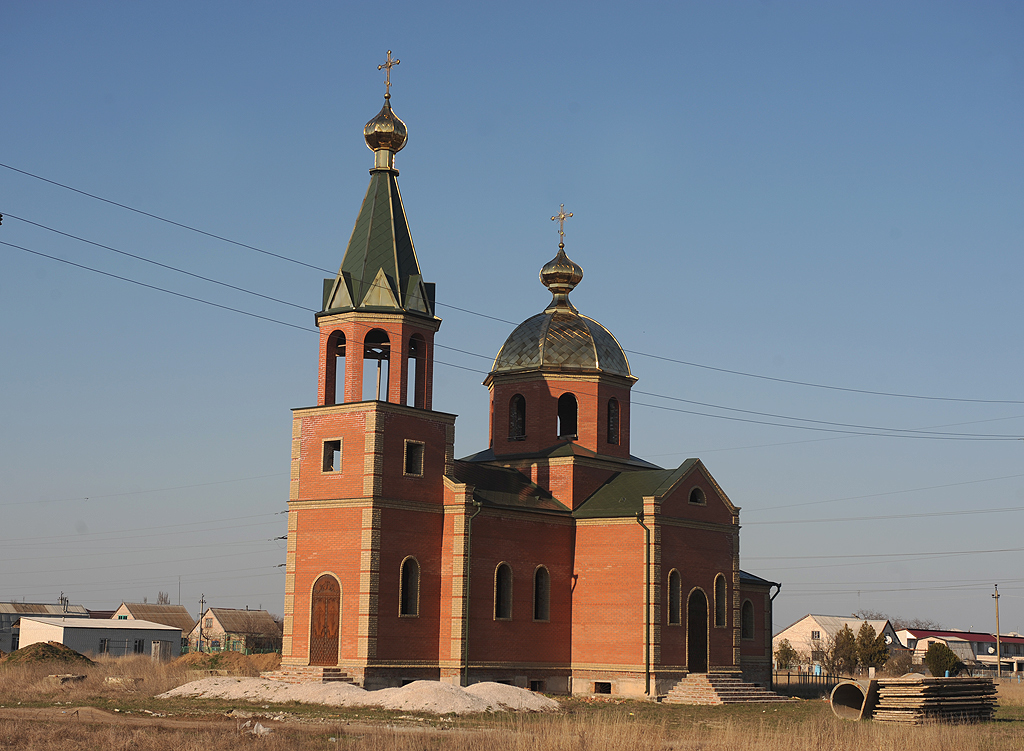
Vue de l'église orthodoxe Saint-Nicolas.
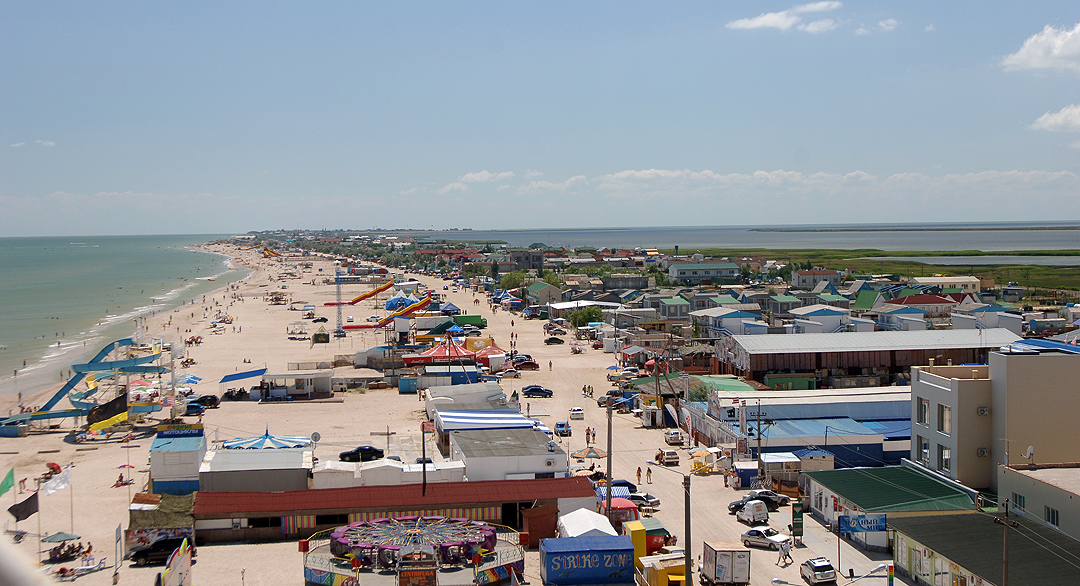
Plage de Fedotova.
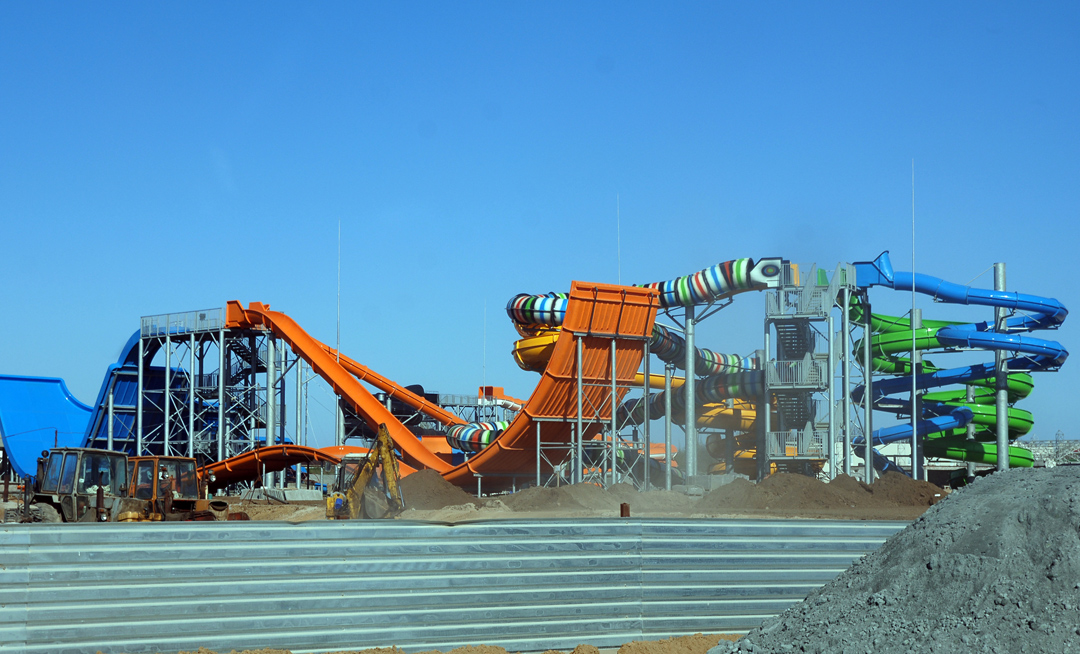
Construction de l'aquaparc en 2010.
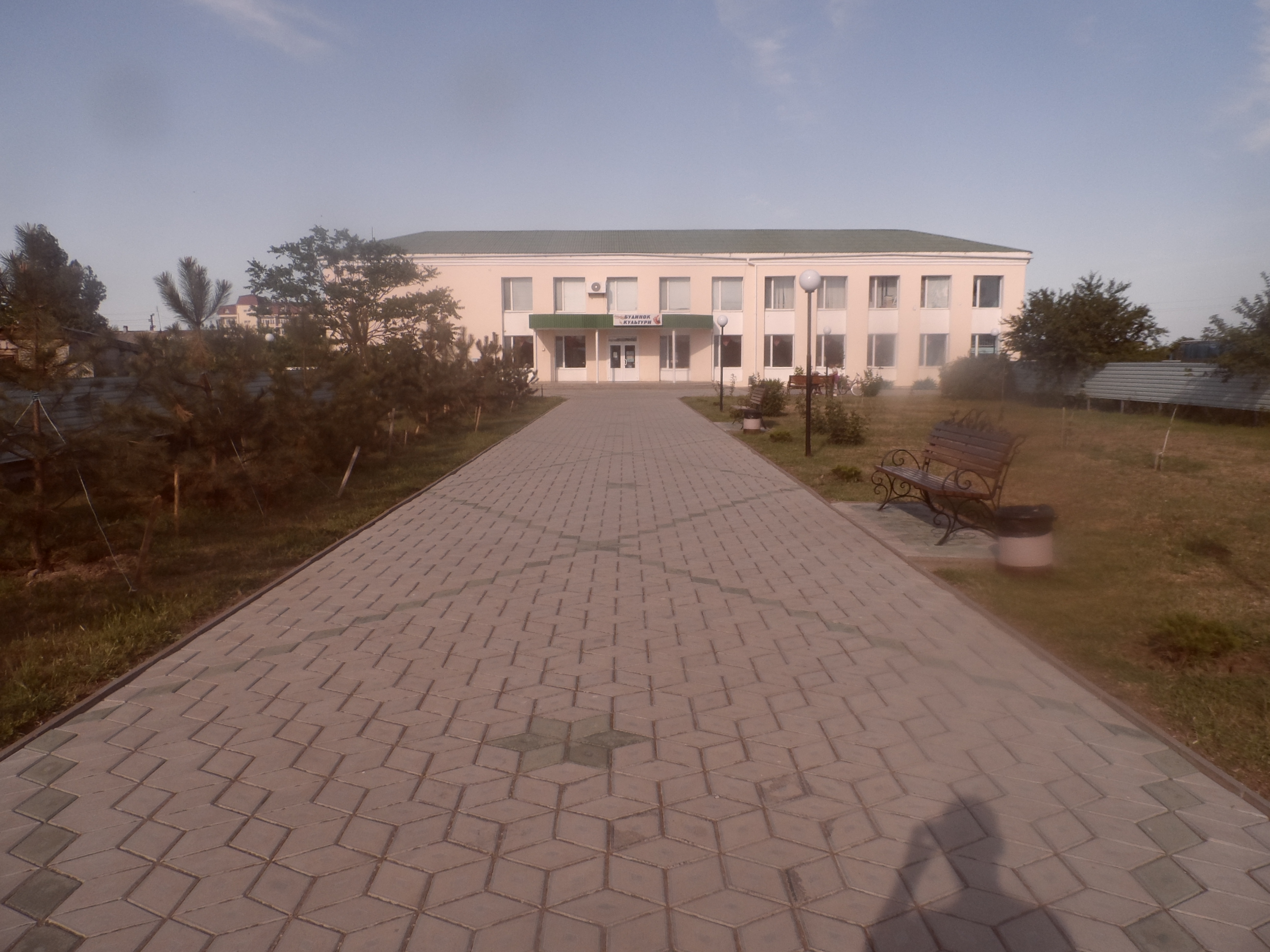
Maison de la culture.